# 新大嶼山巴士36線
新大嶼山巴士36線是香港大嶼山一條來往東涌達東路巴士總站與迪士尼公共運輸交匯處的大嶼山巴士路線，在1998年1月27日投入服務。路線取道翔東路，沿途在白芒與小蠔灣設中途站，由新大嶼山巴士有限公司營運，全程收費為$10.7。36線設特別班次由小蠔灣開往東涌達東路巴士總站，亦設新大嶼山巴士36M線與新大嶼山巴士36X線兩條單向輔助線，分別由裕雅苑雅盛閣開往欣澳公共運輸交匯處，以及由滿東邨巴士總站開往迪士尼公共運輸交匯處。

## 歷史
1998年1月27日，36線投入服務，當時循環來往東涌市中心與小蠔灣。36線於2005年8月21日起因同一營辦商營運的36P線取消服務而增設12:15與18:00開出的班次，惟後者旋即於翌年1月7日起因客量極低而取消，而36線本身更因為營辦商帶來嚴重虧損而被一度申請取消服務。2015年4月20日，原東涌市中心巴士總站關閉，36線的東涌總站遷往東涌達東路巴士總站。36線亦在不晚於2016年7月31日的時間由循環運作更改為雙向運作。2017年12月31日，營辦商開展巴士抵站時間預報查詢試驗服務，36線亦在涵蓋範圍當中。2020年6月29日起，36線加密星期一至六的班次。
2021年2月，運輸署在《2021－2022年度巴士路線計劃》建議延長36線至迪士尼樂園、為36線增設一班特別班次，以及開辦其輔助線36X線由逸東邨雍逸樓經東涌市中心和北大嶼山公路開往迪士尼樂園，以方便需要前往迪士尼樂園工作的東涌居民，而相關建議於同年12月20日獲落實，其中36X線改為由滿東邨巴士總站開出。36X線於2022年1月10日起短暫因迪士尼樂園暫停開放而暫停服務，並於同年4月21日起旋即恢復服務。2023年11月1日，36線增設與龍運巴士E線（E37C、E42C除外）的八達通轉乘優惠。
2023年2月，運輸署在《2023－2024年度巴士路線計劃》建議為36線開辦輔助路線36M線，平日早上開出一班由裕雅苑前往欣澳站，途經北大嶼山公路、竹篙灣公路與欣澳道，為裕雅苑居民提供早上繁忙時間前往欣澳站的接駁鐵路服務。原建議中36M線的開出時間為07:00，而在36M線於2025年2月24日正式開辦時，開出時間則改為08:05。

## 服務時間及班次
36線每個方向每日在固定時間開5班常規班次（列表如下）：
| 東涌達東路巴士總站開                 | 迪士尼樂園開                         |
| ------------------------------------ | ------------------------------------ |
| 07:45                                | 08:20                                |
| 10:00                                | 10:35                                |
| 14:30                                | 15:05                                |
| 16:45 （僅限公眾假期外的星期一至六） | 17:20 （僅限公眾假期外的星期一至六） |
| 17:15 （僅限星期日及公眾假期）       | 17:50 （僅限星期日及公眾假期）       |
| 19:30                                | 20:05                                |

此外，36線亦於公眾假期外的星期一至六07:58設一班特別班次由小蠔灣開往東涌達東路巴士總站，而36M線與36X線則於公眾假期外的星期一至六08:05與08:20分別在裕雅苑雅盛閣與滿東邨開出其唯一班次。

## 收費
36線與其輔助線36M線、36X線的全程收費均為$10.7，其中前者設東涌達東路巴士總站與小蠔灣之間的$5.1雙向分段收費。兩線均設12歲以下小童半價優惠。36線設65歲或以上長者特享的特別長者優惠收費，而36M線與36X線則設65歲或以上長者半價優惠。65歲或以上長者與合資格殘疾人士如欲享有長者及合資格殘疾人士公共交通票價優惠計劃提供的$2票價優惠，須以指定八達通繳付車資。而乘客亦可透過AlipayHK「易乘碼」繳付兩線車資，但使用此付款方式之乘客將不能受惠於公共交通費用補貼計劃與長者及合資格殘疾人士公共交通票價優惠計劃。

## 走線及停站

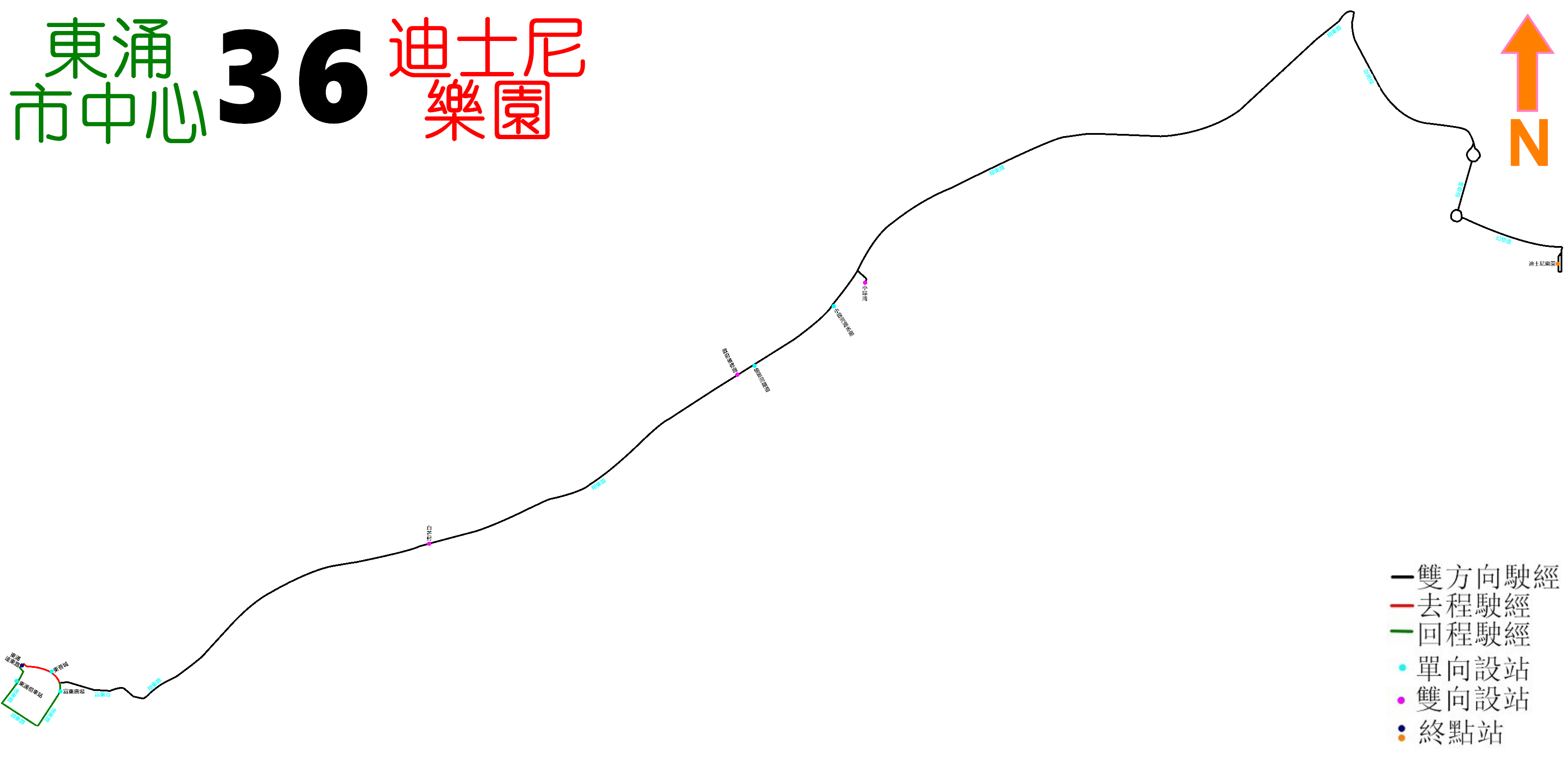
36線走線圖

36線由東涌達東路巴士總站開出的班次經達東路、翔東路、白芒連接路、翔東路、深豐路、翔東路、欣澳道、神奇道與幻想道前往迪士尼公共運輸交匯處，由迪士尼公共運輸交匯處開出的班次經幻想道、神奇道、欣澳道、翔東路、深豐路、翔東路、白芒連接路、翔東路、達東路、順東路與達東路前往東涌達東路巴士總站，具體停站請參考資訊框。36M線為36線的單向輔助線，所有班次均由裕雅苑雅盛閣開出，並經怡東路、東涌東交匯處、北大嶼山公路、竹篙灣公路與欣澳道前往欣澳公共運輸交匯處，具體停站請參考資訊框。36X線為36線的單向輔助線，所有班次均由滿東邨開出，並經裕東路、順東路、東涌海濱路、連接路、北大嶼山公路、竹篙灣公路、神奇道與幻想道前往迪士尼公共運輸交匯處，具體停站請參考資訊框。
36線往迪士尼樂園方向的全程行車里數約為14公里，往東涌方向的全程行車里數約為14.7公里，单程行車時間約為28分鐘；而36X線的全程行車里數約為15.4公里，行車時間約為22分鐘。

## 客量
36線在延長前客量持續偏低。根據東方日報的報導，36線在2006年開出的每個班次平均只有3至6名乘客，並為營辦商帶來數十萬港元的虧蝕，營辦商更一度申請取消36線的服務。根據2020年5月營辦商給予離島區議會的書面回覆，36線曾設原有時間表外的加班車，惟平均載客率少於10%，且已因2019冠狀病毒病疫情蔓延至香港而取消。根據《2021－2022年度巴士路線計劃》，36線在2021年的延長建議落實前最繁忙班次的載客率僅7%。

## 外部連結
- 新大嶼山巴士36線路線資訊（東涌達東路巴士總站開） （页面存档备份，存于）
- 新大嶼山巴士36線路線資訊（迪士尼樂園開） （页面存档备份，存于）
- 新大嶼山巴士36M線路線資訊 （页面存档备份，存于）
- 新大嶼山巴士36X線路線資訊 （页面存档备份，存于）